# Chamaecrista cinerea
Chamaecrista cinerea là một loài thực vật có hoa trong họ Đậu. Loài này được (Schltdl. & Cham.) Pollard ex A. Heller miêu tả khoa học đầu tiên năm 1900.